# جينز آديكشن
جينز آديكشن (بالإنجليزية: Jane's Addiction)‏ هي فرقة روك أمريكيَّة من لوس أنجلوس تأسست عام 1985. تجمع الفرقة كلًا من المغني بيري فاريل، وعازف الغيتار ديف نافارو، وقارع الطبول ستيفن بيركنز، وعازف البيس كريس شاني.
تأسست الفرقة بالأصل على يد فاريل وعازف البيس الأصلي للفرقة إريك أفيري بعد حل فرقة فاريل السابقة ساي كوم. كانت جينز آديكشن من أولى فرق حركة الروك البديل من مطلع تسعينات القرن العشرين في الولايات المتحدة التي حققت نجاحًا تجاريًا وحظيت بانتباه الإعلام في الوسط الموسيقي السائد.

## الألبومات
| السنة | الألبوم (الاسم الأصلي)  | الألبوم (بالعربية)      |
| ----- | ----------------------- | ----------------------- |
| 1988  | Nothing's Shocking      | نوثينغز شوكينغ          |
| 1990  | Ritual de lo habitual   | ريتشوال دي لو هابيتشوال |
| 2003  | Strays                  | سترايز                  |
| 2011  | The Great Escape Artist | ذا غريت إسكيپ آرتست     |

## وصلات خارجية
- جينز آديكشن على موقع IMDb (الإنجليزية)
- جينز آديكشن على موقع الموسوعة البريطانية (الإنجليزية)
- جينز آديكشن على موقع ميوزك برينز (الإنجليزية)
- جينز آديكشن على موقع رولينغ ستون (الإنجليزية)
- جينز آديكشن على موقع أول ميوزيك (الإنجليزية)
- جينز آديكشن على موقع ديسكوغز (الإنجليزية)

- الموقع الرسمي
- جينز آديكشن - مجلة رولينغ ستون (بالإنجليزية)